# Кирилловка (Кировоградская область)
Кирилловка (укр. Кирилівка) — село в Песчанобродской сельской общине Новоукраинского района Кировоградской области Украины.
До 2020 года входило в Добровеличковский район
Население по переписи 2001 года составляло 160 человек. Почтовый индекс — 27036. Телефонный код — 5253. Занимает площадь 0,81 км². Код КОАТУУ — 3521780602.